# فيليبي روساس
فيليب روساس سانتشيز (بالإسبانية: Felipe Rosas Sánchez)‏ (5 فبراير 1910 – 17 يونيو 1986)  لاعب كرة قدم مكسيكي راحل شارك مع منتخب بلاده في بطولة كأس العالم لكرة القدم 1930 التي أقيمت في الأوروغواي . فيليب بالإضافة إلى شقيقيه مانويل وخوان كانوا يلعبون في نادي أتلانتي .

## روابط خارجية
- فيليبي روساس على موقع الاتحاد الدولي (مؤرشف)  (الإنجليزية)
- فيليبي روساس على موقع قاعدة بيانات كرة القدم.إي يو (الإنجليزية)
- فيليبي روساس على موقع Soccerway.com (الإنجليزية)
- فيليبي روساس على موقع عالم كرة القدم.نت (الإنجليزية)